# Угода про співробітництво у сфері безпеки між Україною та Канадою
Безпекова угода між Україною та Канадою, повна назва Угода про співробітництво у сфері безпеки між Україною та Канадою (англ. Agreement on security cooperation between Canada and Ukraine, фр. Accord de coopération en matière de sécurité entre le Canada et L’Ukraine) — міжнародна угода, укладена 24 лютого 2024 року між Україною та Канадою про гарантії безпеки Україні, яка визначає пріоритетні сфери двосторонньої безпекової співпраці у військовій і невійськовій сферах, зокрема в політичній, фінансовій, гуманітарній та у сфері реформ. Документ підписано президентом України Володимиром Зеленським та премʼєр-міністром Канади Джастіном Трюдо. Угода набуває чинності з моменту підписання та діє протягом 10 років із можливістю продовження. Канада стала пʼятою країною, після Великої Британії, Німеччини, Франції та Данії, а також першою країною Північної Америки і першою державою за межами Європи, яка підписала безпекову угоду з Україною.

## Передумови
Повномасштабне російське вторгнення в Україну супроводжується руйнацією української інфраструктури, погіршенням економіки та негативним впливом на демографію країни. Війна з РФ вимагає створення для України безпекових гарантій. Як приклади для створення оптимальної безпекової моделі для України розглядалися: економічне відновлення Південної Кореї і роль оборонної підтримки з боку США, а також безпекові моделі взаємодії США з Тайванем та Ізраїлем.
24 травня 2022 року оголошено про створення міжнародної консультативної групи, яка розроблятиме пропозиції щодо гарантій безпеки для України. Цю групу очолили спільно керівник Офісу Президента України Андрій Єрмак і екс-генеральний секретар НАТО Андерс Фог Расмуссен. 1 липня 2022 року відбулось перше засідання Групи з питань безпеки для України. 13 вересня 2022 року  співкерівники цієї групи презентували «Київський безпековий договір. The Kyiv Security Compact. Міжнародні гарантії безпеки для України: рекомендації». У запропонованих рекомендаціях зазначається, що здатність України захищатися від агресора є найсильнішою гарантією безпеки відповідно до статті 51 Статуту ООН, а гарантії мають бути політично та юридично обов’язковими для виконання на основі двосторонніх угод, які об’єднані в межах спільного документа «Київський безпековий договір».
12 липня 2023 року на саміті НАТО у Вільнюсі країни «Великої сімки» погодили Спільну декларацію підтримки України. Наразі до «гарантій безпеки» приєдналися 30 країн.

## Підписання угоди
Україна та Канада уклали безпекову угоду 24 лютого 2024 року під час візиту премʼєр-міністра Канади Джастіна Трюдо до Києва в другі роковини повномасштабного вторгнення РФ в Україну. Президент Володимир Зеленський наголосив, що «це потужне і вчасне рішення, яке є важливим внеском у посилення української стійкості», а також подякував за внесок Канади в забезпечення ЗСУ дронами, бронетехнікою, боєприпасами, за допомогу в розбудові інфраструктури для F-16.

## Основні положення
Документ закріплює основні компоненти безпекових зобов'язань, наданих Україні Італією, зокрема стосовно довгострокової військової та фінансової допомоги, і визначає пріоритетні сфери двосторонньої безпекової співпраці у військовій і невійськовій сферах, зокрема в політичній, фінансовій, гуманітарній та в галузі реформ.
Угода набуває чинності з моменту підписання та діє протягом 10 років із можливістю продовження. У документі вказано, що Канада продовжуватиме надавати підтримку Україні до 2034 року.

## Зобовʼязання
Основними компонентами зобов'язань з безпеки, наданих Україні Канадою
у цьому документі, є:
- у 2024 році Канада надасть Україні макроекономічну та військову підтримку на суму 3,02 мільярда канадських доларів (понад 2,2 мільярда доларів США)[17];

- згідно з угодою, буде створено Канадсько-українське стратегічне безпекове партнерство. Воно визначатиме сфери для посилення співпраці в різних галузях, зокрема оборони[17];

- документ передбачає допомогу реагування Канади не лише на новий збройний напад Росії на Україну, але і на можливу ескалацію поточної агресії[17];

- згідно з угодою, Канада збитків провідну роль в поверненні в Україну депортованих або примусово переміщених до РФ дітей, а також документ передбачає підтримку українських ветеранів війни[17];

- документ закріплює відданість Канади підтримці зусиль України на шляху реформ, необхідних для реалізації прагнень до членства в НАТО[18].